# Хотон (Мичиген)
Хотон (енгл. Houghton) град је у америчкој савезној држави Мичиген. По попису становништва из 2010. у њему је живело 7.708 становника.

## Демографија
Према попису становништва из 2010. у граду је живело 7.708 становника, што је 698 (10,0%) становника више него 2000. године.
| Група             | 2000.         | 2010.         |
| Белци             | 6.221 (88,7%) | 6.467 (83,9%) |
| Афроамериканци    | 131 (1,9%)    | 78 (1,0%)     |
| Азијати           | 476 (6,8%)    | 864 (11,2%)   |
| Хиспаноамериканци | 54 (0,8%)     | 142 (1,8%)    |
| Укупно            | 7.010         | 7.708         |